# مولهایم آم ماین
شهر مولهایم آم ماین (به آلمانی: Mühlheim am Main) در ایالت هسن در کشور آلمان واقع شده‌است.

## نگارخانه

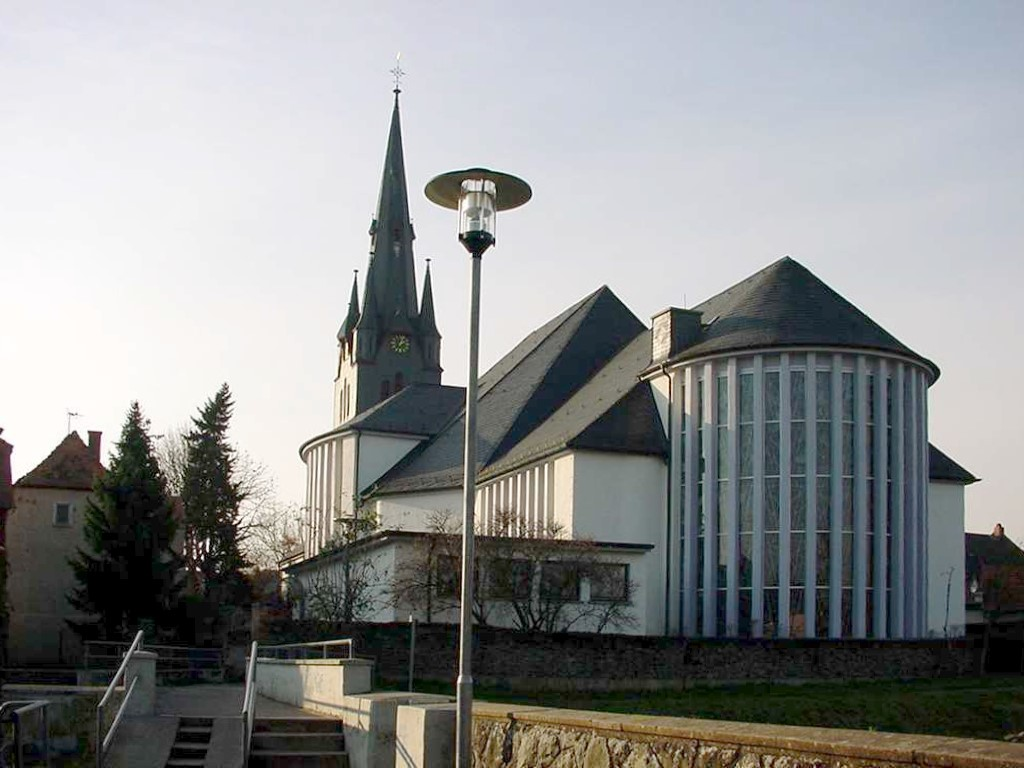
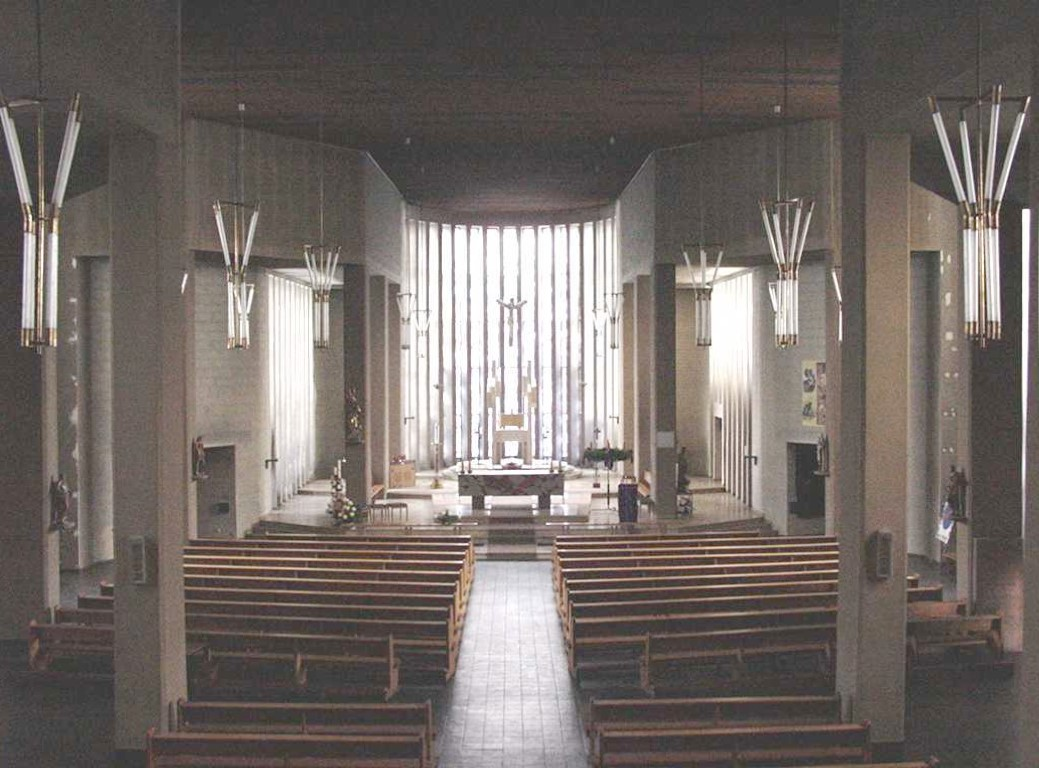
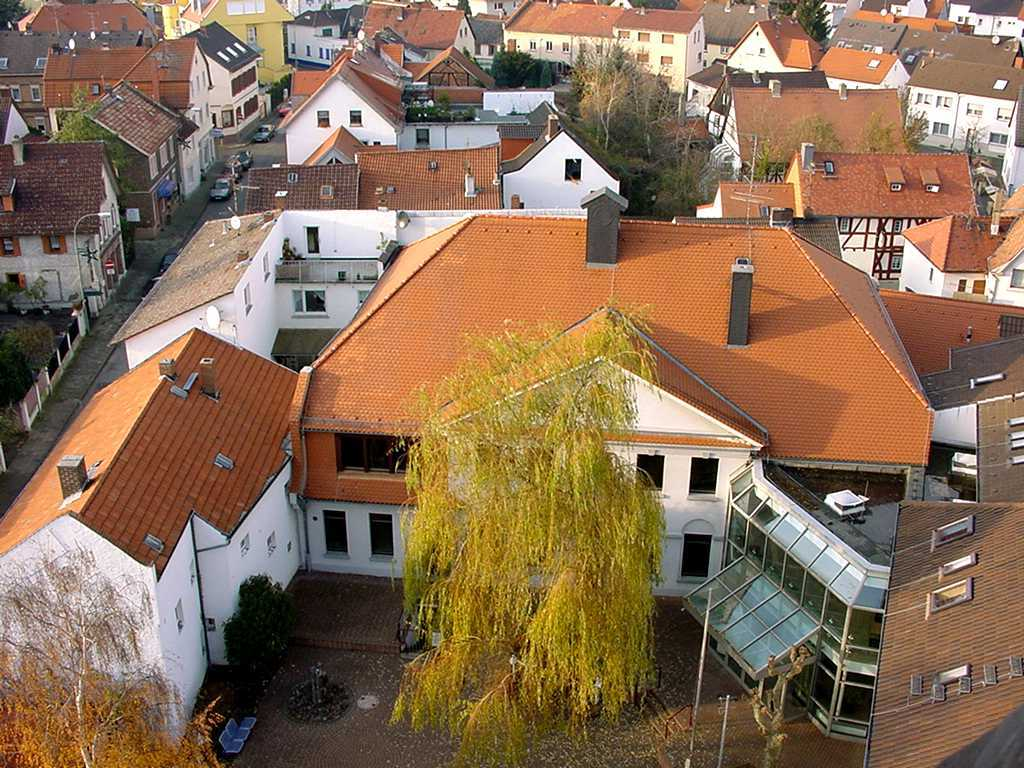
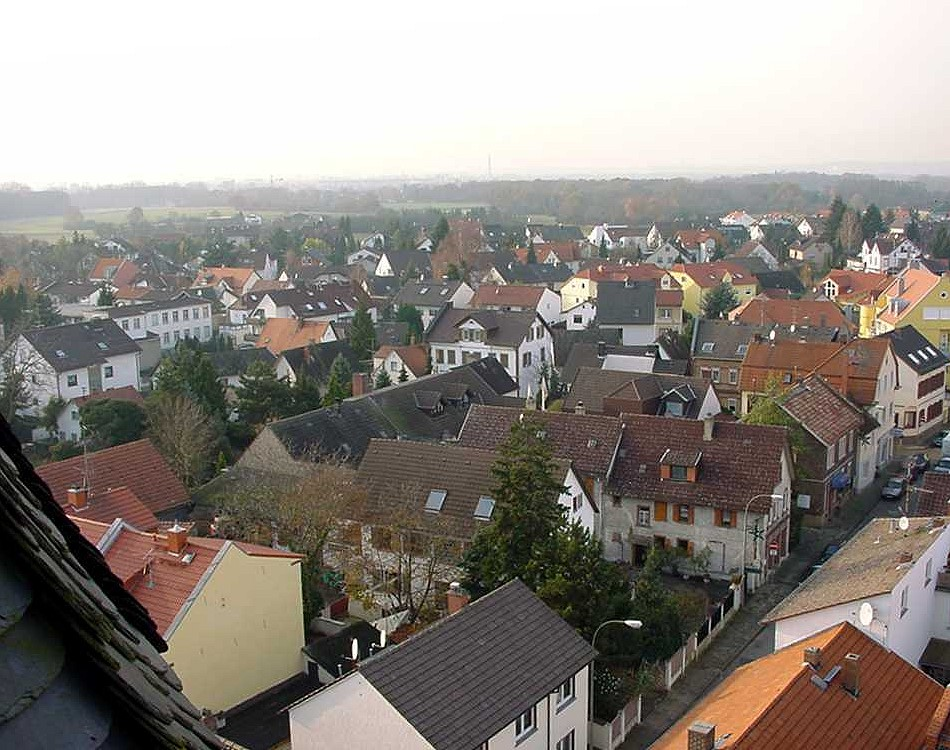
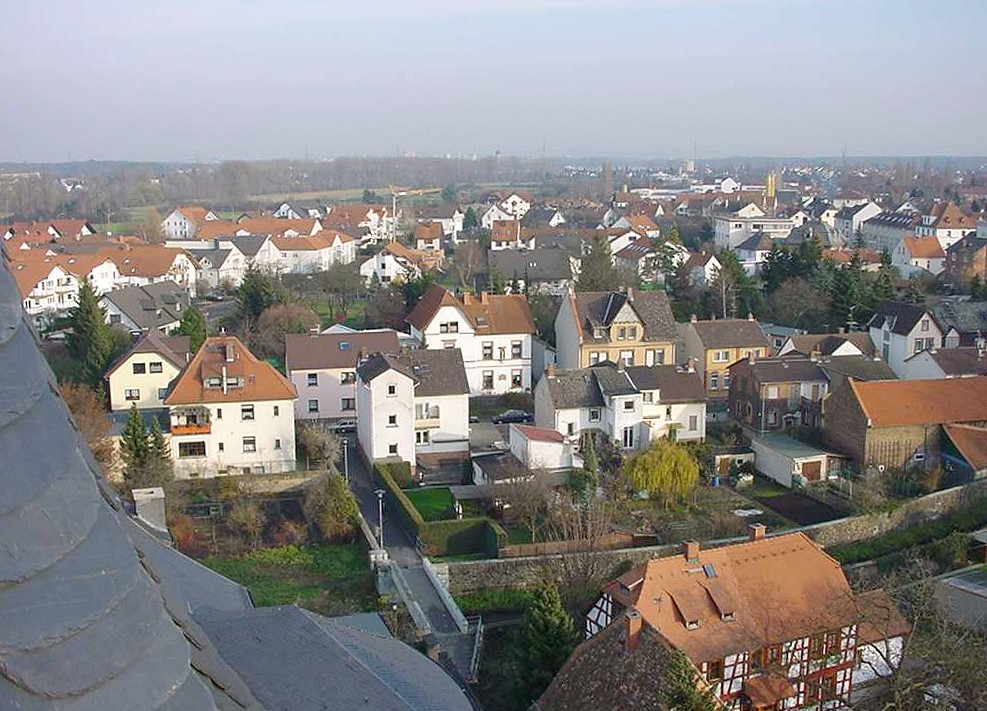
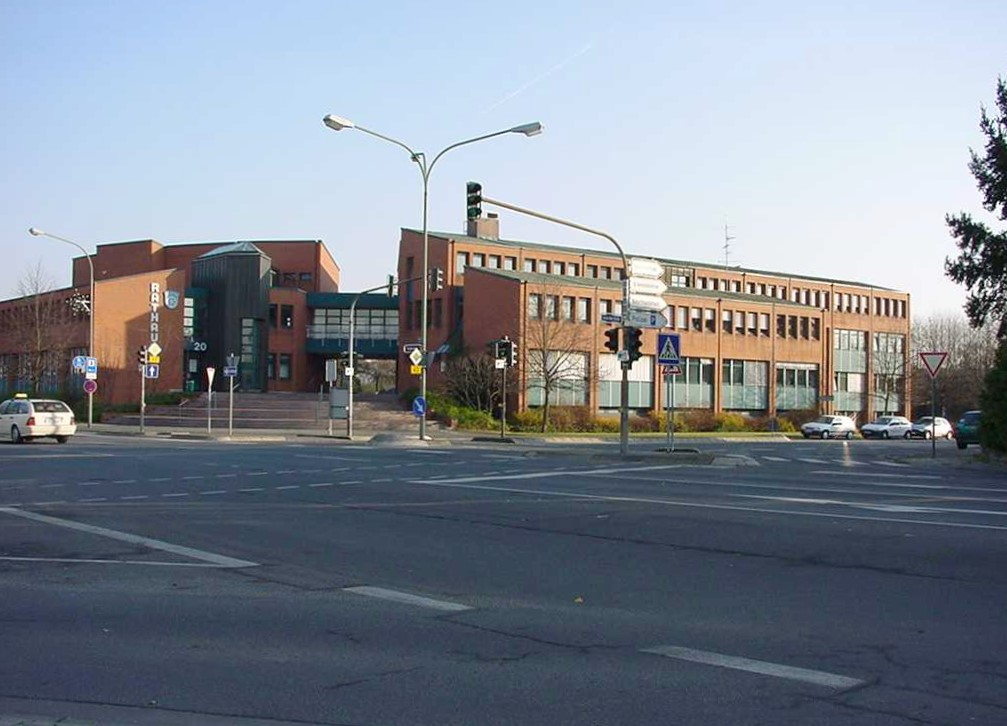
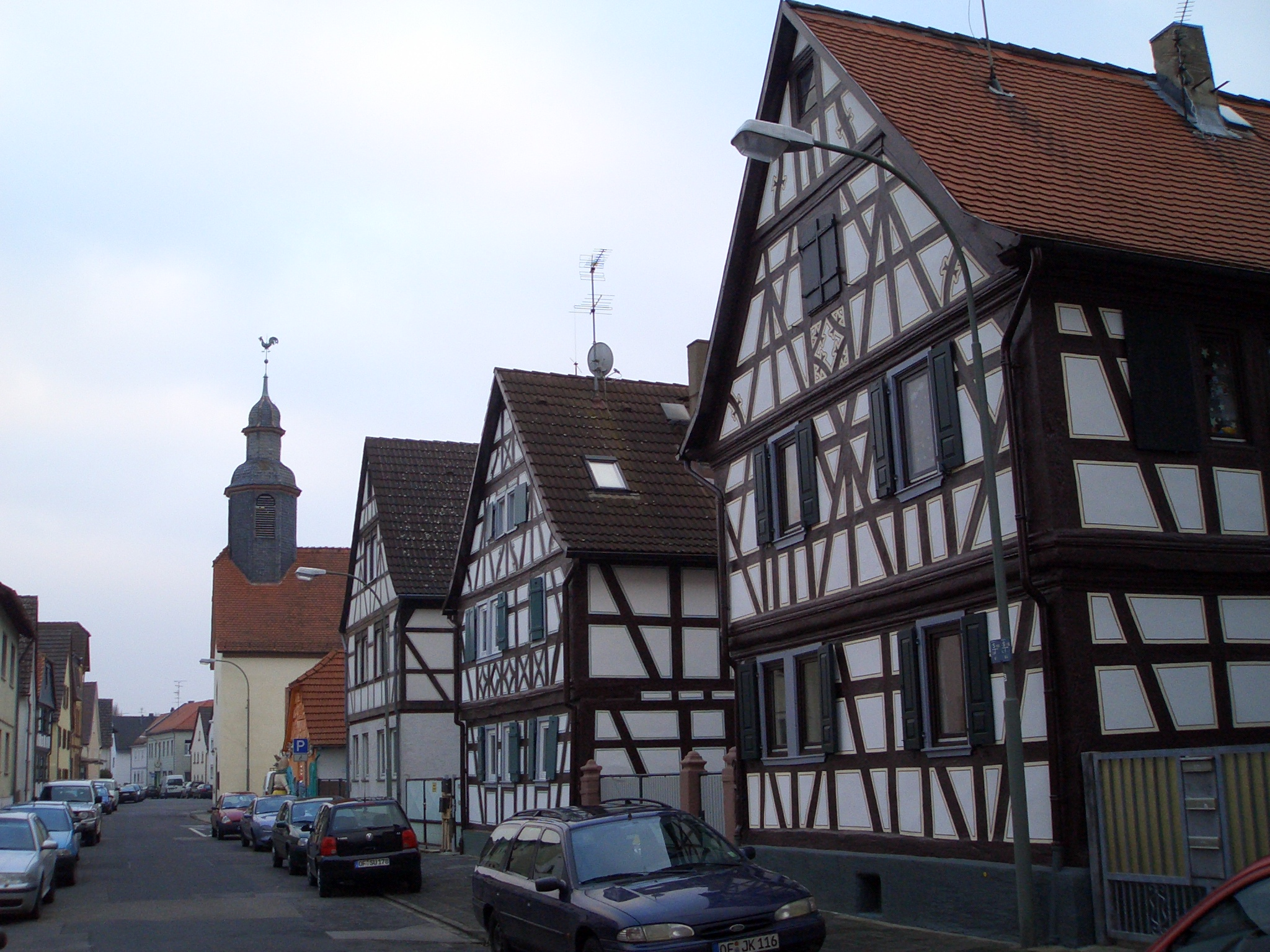
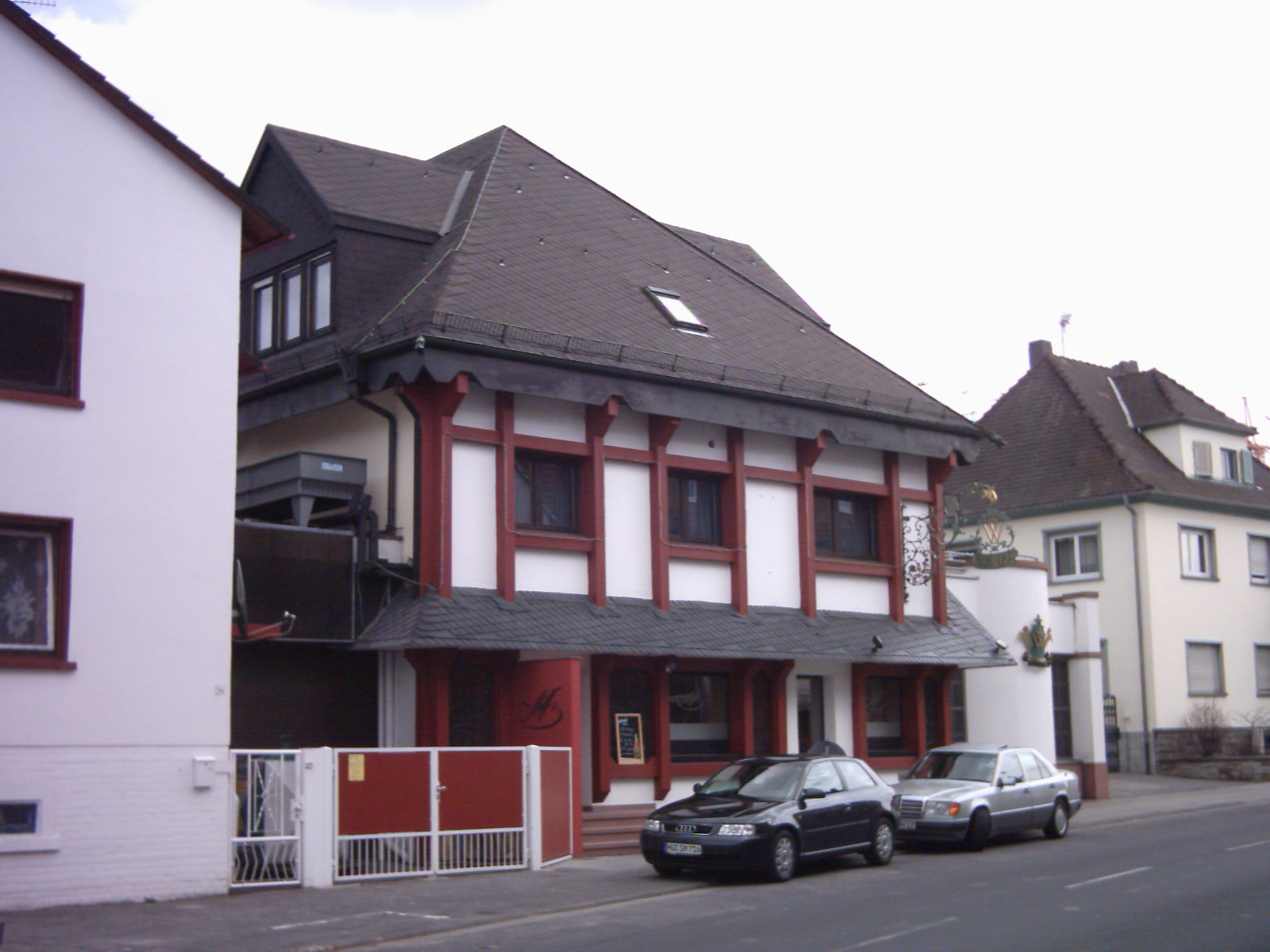